# 시카고 블리츠
| 시카고 블리츠 |                               |
| 콘퍼런스      | 서부 콘퍼런스                 |
| 디비전        | 센트럴 디비전                 |
| 설립연도      | 1982년                        |
| 해체연도      | 1984년                        |
| 역사          | 시카고 블리츠 (1982년~1984년) |
| 경기장        | 솔저 필드                     |
| 연고지        | 일리노이주 시카고             |
| 상징색        | 빨강, 파랑, 은, 하양          |
| 구단주        | 북미 풋볼 리그                |
| 감독          | 마브 레비 (마지막 감독)       |
| 리그 우승     | -                             |
| 콘퍼런스 우승 | -                             |
| 디비전 우승   | -                             |

시카고 블리츠(Chicago Blitz)는 1982년부터 1984년까지 일리노이주 시카고를 연고지로 하는 USFL의 서부 콘퍼런스 센트럴 디비전 소속 미식 축구팀이다.

## 역대 홈경기장
| 경기장        | 사용기간      | 수용인원 | 장소              | 비고 |
| ------------- | ------------- | -------- | ----------------- | ---- |
| 시카고 블리츠 |               |          |                   |      |
| 솔저 필드     | 1982년~1984년 | 61,500명 | 일리노이주 시카고 | 빈칸 |